# جيمس الكسندر فورست
جيمس الكسندر فورست (بالإنجليزية: James Alexander Forrest)‏ هو محامي أسترالي، ولد في 10 مارس 1905، وتوفي في 26 سبتمبر 1990.